# Hans Waldmann (Chemiker)
Hans Waldmann (geboren am 15. September 1902 in Plan bei Marienbad, Österreich-Ungarn; gestorben 1975 in Augsburg) war ein deutscher Chemiker und Hochschullehrer.

## Wirken
Nach dem Schulbesuch studierte er Chemie an der Deutschen Universität in Prag und promovierte dort 1927. 1932 erhielt er an der Karlsuniversität Prag eine Dozentur und am 5. März 1941 wurde ihm dort eine Professur verliehen. 1944 wechselte Waldmann an die Deutsche Technische Hochschule Prag. Er war Mitglied des Deutschen Kulturverbandes.
Nach Ende des Zweiten Weltkrieges wurde er zum Verlassen der wiedergegründeten Tschechoslowakei gezwungen. Er ging nach Bayern, wo er Professor an der Technischen Universität in München wurde.

## Schriften (Auswahl)
- (mit Hermine Mathiowetz): Über einen neuen Aufbau in der lin. Benzanthrachinon-Reihe. In: Berichte der deutschen chemischen Gesellschaft. 1931.
- (mit Hubert Poppe): Synthese von ana-Chinonen. In: Justus Liebigs Annalen der Chemie. 1937.
- (mit Rudolf Kretsch): Über die pseudo-Form des 2.3-Benzanthrachinon-carbonsäure-(1)-methylesters. In: Berichte der deutschen chemischen Gesellschaft, 1937.
- Über Oxy- und Chlorbenzanthrone. In: Chemische Berichte. 1950.